# 松任谷玉子
松任谷 玉子（まつとうや たまこ、1974年8月12日 - ）は、エフエム東京（TOKYO FM）のプロデューサー。2023年現在、同局執行役員、コンテンツビジネス本部 戦略プロデュース室長。InterFM897（interfm）の社外取締役も務める。1990年代半ばにはTBSラジオの深夜番組でラジオパーソナリティも務めた。お茶の水女子大学附属高等学校→早稲田大学第一文学部卒業。
頭山満の玄孫。

## 略歴
早稲田大学1年だった1993年9月にTBSラジオ主催の第1回シンデレラドリームオーディションに合格。10月からスタートした同局の深夜番組「シンデレラドリーム ミッドナイト☆パーティー」（以下ミッドナイト☆パーティーと略す）でデビューした。番組開始当初はレギュラーメンバーには加わらず、11月から毎月1回行われた番組主催イベントの参加のみが長らく続いたが、1994年8月にようやく石本祥がメインを務める木曜深夜"東京深夜探検隊"担当としてレギュラーとなり、外でリポートするメインで隊長の石本祥をスタジオから支えた。当時20歳になったばかりで、ミッドナイト☆パーティーシンデレラでは唯一20歳を過ぎてからのパーソナリティとなった。10月には金曜深夜に移ったが、石本祥との"さち玉コンビ"として人気だった。また同年には映画「シュート!」に、翌年1995年にはVシネマ「ミッドナイトストリート 湾岸ドリフト族」にも出演した。ミッドナイト☆パーティー終了後には後継番組のウィークエンド・ミッドナイト☆パーティーにも石本祥との"さち玉コンビ"で数回ゲスト出演した。そのころ大学3年で同番組最後のゲスト出演となった1996年3月には在京民放キー局のアナウンサー試験を受験していた。
1997年3月に早稲田大学を卒業、4月からFM東京（TOKYO FM）に入社。当初は自らの希望だったアナウンサーとしてだったが、新人研修時に自身の希望で制作部へ。はじめはADだったが、のちにディレクターを務めることに。これまで「松本恵（現・松本莉緒）のらくがきッス」、「エモーショナルビート」などのディレクターをつとめ、時には直接出演することもあるという。エモーショナルビートの時にはかつてのミッドナイト☆パーティー仲間だった黒住祐子がアシスタントをしていた時期もあった。一時期は子会社のミュージックバードにも出向。
2008年11月にはフジテレビの「アイドリング!!!」でメンバーらとの番組出演交渉で直接担当としてあたった。

## 主な活躍

### M☆Pシンデレラ時代
（1993年10月 - 1996年3月）
- シンデレラドリーム ミッドナイト☆パーティー（TBSラジオ・1993年10月 - 1995年10月）
  - 1993年10月 - 1994年8月前半 ラジオ出演はなく、定期イベントのみ出演
  - 1994年8月後半 - 1995年10月 “東京深夜探検隊”スタジオ担当
    - 1994年8月 - 9月 木曜深夜（金曜未明）担当→同年10月 - 1995年10月 金曜深夜（土曜未明）担当

  - 1994年11月 - 1995年9月 TV版!ミッドナイト☆パーティー（TBSテレビ）
    - 最初はレギュラー出演だったが、のちにゲスト出演となった
- シュート!（映画・1994年）
- ミッドナイトストリート 湾岸ドリフト族（Vシネマ・1995年）
- ウィークエンド・ミッドナイト☆パーティー（TBSラジオ・1995年10月 - 1996年3月）

### TOKYO FM入社後
（1997年4月 - ）
- 松本恵（現・松本莉緒）のらくがきッス
- エモーショナルビート
- 坂上みきのBeautiful
- 進藤晶子のBeautiful Hit Magic ほか多数
- ミュージックバード（2002年 - 2003年出向）

（2006年4月 - ）
- 平原綾香のヒーリング・ヴィーナス（日曜18:00 - 19:00）
- 鈴木おさむ・木夏リオの「よんぱち」（金曜13:00 - 20:00）
- 坂上みきのレディオソファ（月 - 金 15:30 - ）

（2014年4月 - ）
- アポロン（月 - 木 13:00 - 14:55）
- 鈴木おさむの「よんぱち」（金曜13:00 - 16:30）
  - AWESOME RADIO SHOW
  - 鈴木おさむと小森隼の相談フライデー
- ジャパモン（日曜 13:00 - 13:55）
- ラジオドラマ『居場所。』（2023年12月31日放送） - 企画

### 入社後の出演番組
- アイドリング!!!（フジテレビ・2008年11月）